# 三原紹心
三原 紹心（みはら じょうしん）は、戦国時代から安土桃山時代にかけての武将。紹心は法名。高橋紹運の家臣。本郷城（三原城）主。

## 経歴
三原氏は筑後十五城の一角に数えられる筑後国の国人。大蔵氏族高橋氏の別流で高祖山城の原田氏と同族である。
筑後における大友氏直参家臣、通称「高一揆衆」「二四頭」の一人。豊饒永源(美作入道)と共に筑後守護代官として、大友氏の軍事、行政を担当した有力被官で、所領の打渡しなど重要な職務に当たった。天文年間のものと思われる大友義鑑の高良山宛の「高良山鏡山文書」によれば、三原和泉守が高良社造営奉行を申付けられたとある。
天文19年（1550年）、二階崩れの変で大友義鑑死後、大友義鎮に義鑑の死を弔うため薙髮の願いを出し、義鎮から昌林の名をもらった。と同時に三原氏の家督を子・民部少輔宗琢に譲った。
天正14年(1586年)、薩摩国の島津氏の北伐（豊薩合戦）では、主君高橋紹運や子・前清右衛門尉宗休と共に岩屋城へ籠城(岩屋城の戦い）し、戦死した。
「行年九十有餘」と「柳河藩享保八年藩士系図・上」の三原伊兵衛系図にある。この戦いで子の宗休も戦死を遂げた。
孫の三原種久は生存し紹運の子の立花直次に仕える。

## 伝承
文武両道の将であったとされる。書籍や伝記によっては「岩屋城の戦いにおいてきらびやかな入道姿に、四尺余りの大太刀を構え奮戦するが、衆寡敵せず、最後は辞世の句を柱に書き付けると、島津軍に突撃し、島津兵もろとも谷底へ落ちたとされる。享年39。彼の死によって筑後三原氏は滅亡した」とされるものがある。
しかし、「柳河藩享保八年藩士系図・上」の三原伊兵衛系図によると紹心の家系はその後も三池藩転じて柳河藩で存続している。また 紹心は90代で戦死し、更に 紹心の息子である三原清右衛門尉宗休も岩屋城の戦いで戦死しており、同伝承は紹心と三原清右衛門尉宗休との混同の可能性が高い。